# Walancina Akoława
Walancina Walancinauna Akoława (biał. Валянціна Валянцінаўна Аколава, ros. Валентина Валентиновна Аколова, Walentina Walentinowna Akołowa; ur. 25 lipca 1954 w Mazurszczynie) – białoruska poetka, tłumaczka poezji rosyjskiej, ukraińskiej i słowackiej na język białoruski.

## Życiorys
Urodziła się 25 lipca 1954 roku we wsi Mazurszczyna, w rejonie soligorskim obwodu mińskiego Białoruskiej SRR, ZSRR. W 1973 roku ukończyła Połocką Szkołę Muzyczno-Pedagogiczną im. Franciszka Skaryny, w 1980 roku – Białoruski Uniwersytet Państwowy im. Lenina. Pracowała jako nauczycielka i dziennikarka.
Od 1968 roku publikowała poezję w języku białoruskim. Jest autorką zbiorów wierszy „Za tym łuham zielanieńkim” (1987), „Wiartannie u zautra” (1990), „Ja lublu swaju Biełuju Ruś…” (1990), „Słuczaryny” (1994), a także fantastycznego poematu-przedstawienia „Pałaczanka Ihrena, albo Wiartannie Skaryny”(1990). W swoich wierszach Akoława opiewa słynne kobiety Białorusi. Jej twórczość cechują liryzm oraz korzystanie z motywów, obrazów i stylistyki wywodzących się z folkloru.
Walancina Akoława tłumaczyła na język białoruski poezję z języków rosyjskiego (zbiór „Dzwie piesni” Mariny Cwietajewej) , ukraińskiego i słowackiego. Do niektórych z jej wierszy została skomponowana muzyka.